# Église évangélique espagnole
Pour les articles homonymes, voir IEE.
La Iglesia Evangélica Española (IEE - Église évangélique espagnole) est une église protestante unie espagnole née en 1869. Elle rassemble un peu moins de 3 000 membres dans une vingtaine de paroisses. C'est une église protestante historique de type réformée qui n'est pas issue du mouvement évangélique.

## Historique

### À la Renaissance

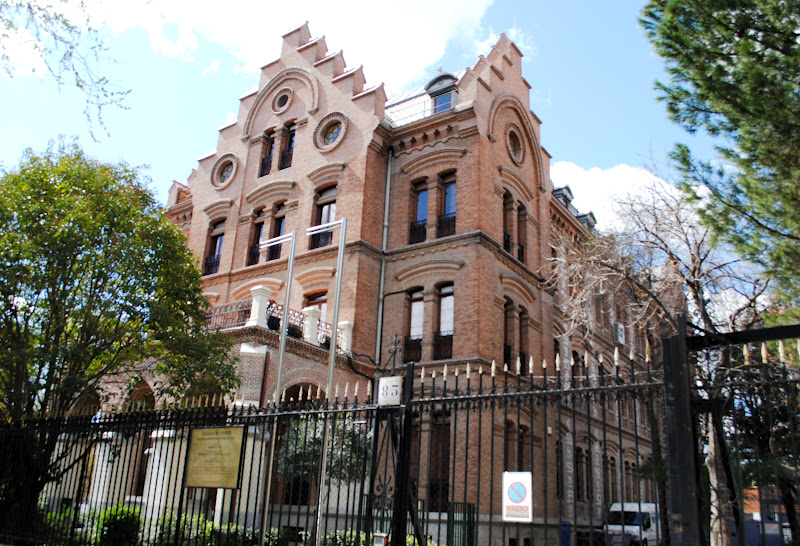
Colegio El Porvenir à Madrid, école privée, temple et faculté de théologie dans la calle Bravo Murillo.

À la Renaissance, pendant la Réforme protestante, Casiodoro de Reina (1520-1594) traduit et édite la première Bible en espagnol, la Reina-Valera. Poursuivi par l'Inquisition espagnole, il s'exile et trouve refuge à Genève auprès de Jean Calvin. Le théologien Juan de Valdés (1499-1541), érudit et humaniste espagnol diffuse les idées d'Érasme et doit fuir l’Inquisition espagnole.

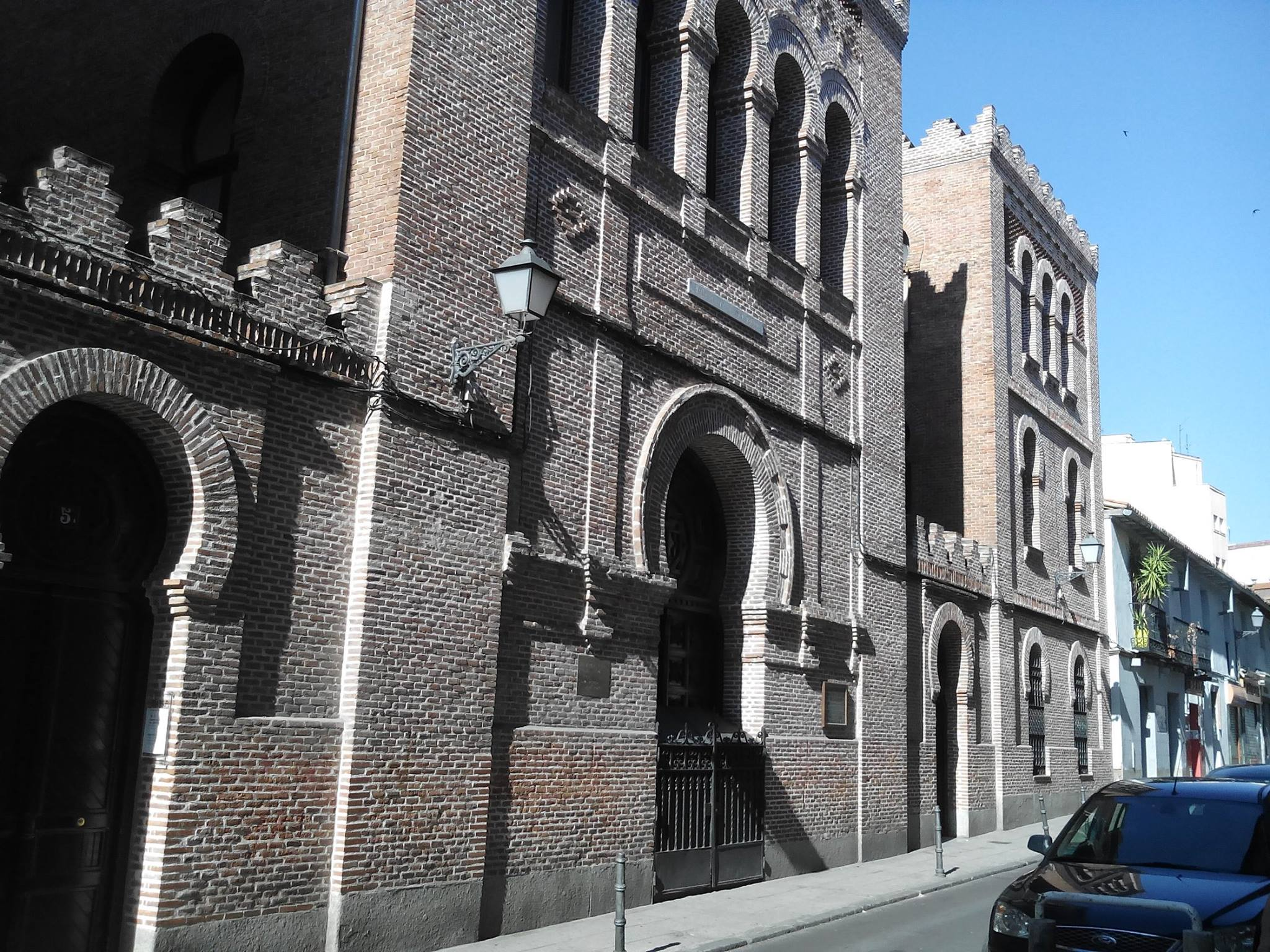
Temple El Salvador, calle Noviciado 5 à Madrid de style néo-mudéjar, siège de la IEE.

### Depuis 1870
Le protestantisme renaît au XIXe siècle, avec la vague de libéralisme que connaît l'Espagne au lendemain de la révolution de 1868, et des efforts de missionnaires presbytériens à partir de l'enclave de Gibraltar. En janvier 1869, la communauté protestante célèbre un premier culte dans un local de la plaza de Santa Catalina de los Donados, au centre de Madrid. En 1870, le missionnaire allemand Federico Fliedner (1845–1901) arrive à Madrid, envoyé par le Comité de Berlin. Il fonde la Iglesia de Jesus, au 27 rue de Calatrava. La première assemblée générale de l’Église a eu lieu à Séville en 1872 et le nom d'Église chrétienne espagnole avait été choisi. Elle rassemble des presbytériens, des méthodistes, des luthériens et des congrégationalistes espagnols. En 1873, lederico Fliedner ouvre une librairie protestante rue de Jacometrezo, qu'il baptiste Librairie nationale et étrangère pour éviter la censure.
En 1884 est fondé l'Institut évangélique de théologie à El Puerto de Santa María, dans la baie de Cadi. Le 31 octobre 1897, jour de Fête de la Réformation, est inauguré le Colegio El Porvenir à Madrid par Federico Fliedner.
En mars 1915 est inauguré l'Église du Sauveur de Madrid. En 1919, elle accueille le Séminaire évangélique uni de théologie (SEUT), Seminario Evangélico Unido de Teología, qui prend la suite de l'Institut évangélique de théologie.
En 1955, l'église méthodiste espagnole rejoint l'IEE. Le séminaire est fermé autoritairement par le gouvernement franquiste entre 1958 et 1965, et doit se réfugier à Barcelone. Le 1er octobre 1963 est inauguré le Colegio Juan Valdes dans la rue Calatrava, qui ouvre également un foyer et orphelinat. En 1972, la librairie déménage à côté et prend le nom de Librairia Calatrava - elle ferme en 2018. 
En 1980, l’Église est reconnue officiellement par le gouvernement. En 1983, le Colegio Juan Valdes déménage à Vicálvaro. De 2002 à 2016, le Séminaire est installé à L'Escurial, avant de rejoindre le Colegio El Porvenir à Madrid.
Ses trois fondations et dix associations au budget dix fois supérieur à celui de l’Église, œuvrent dans le domaine social. Elle compte plusieurs maisons de retraite, des écoles, la Fondation et maison d’édition Fliedner.

## Doctrine et affiliation
Elle reconnaît le Symbole des apôtres, le symbole d'Athanase, le symbole de Nicée, le catéchisme de Heidelberg et la Seconde confession helvétique.
Elle est affiliée à la Cepple, à la KEK-CEE, au COE, à la Fédération évangélique d'Espagne, à la Communion mondiale d'Églises réformées et au Conseil méthodiste mondial. Elle est partenaire de l'Église épiscopalienne réformée espagnole, de l'Eglise protestante unie de France, de l'Église d'Écosse et de l'Église presbytérienne en Irlande.